# Жервохор (Сер)
Жервохор (грч. Ζερβοχώρι, Зервохори) је насељено место у општини Висалтија у периферији Средишња Македонија, Грчка. Према попису из 2021. године било је 75 становника.
Према бугарском географу и историчару, Василу Канчову, у Жервохору је 1900. године живело 120 Грка. Године 1923. насељене су две грчке избегличке породице, укупно девет особа. На попису из 1928. Жервохор је имао 248 становника.